# Libnov
Libnov (németül: Liebenau) Krajková településrésze Csehországban a Karlovy Vary-i kerület Sokolovi járásában. Központi községétől 1,5 km-re északra fekszik. A 2001-es népszámlálási adatok szerint 27 lakóháza és 36 lakosa van.